# Diner

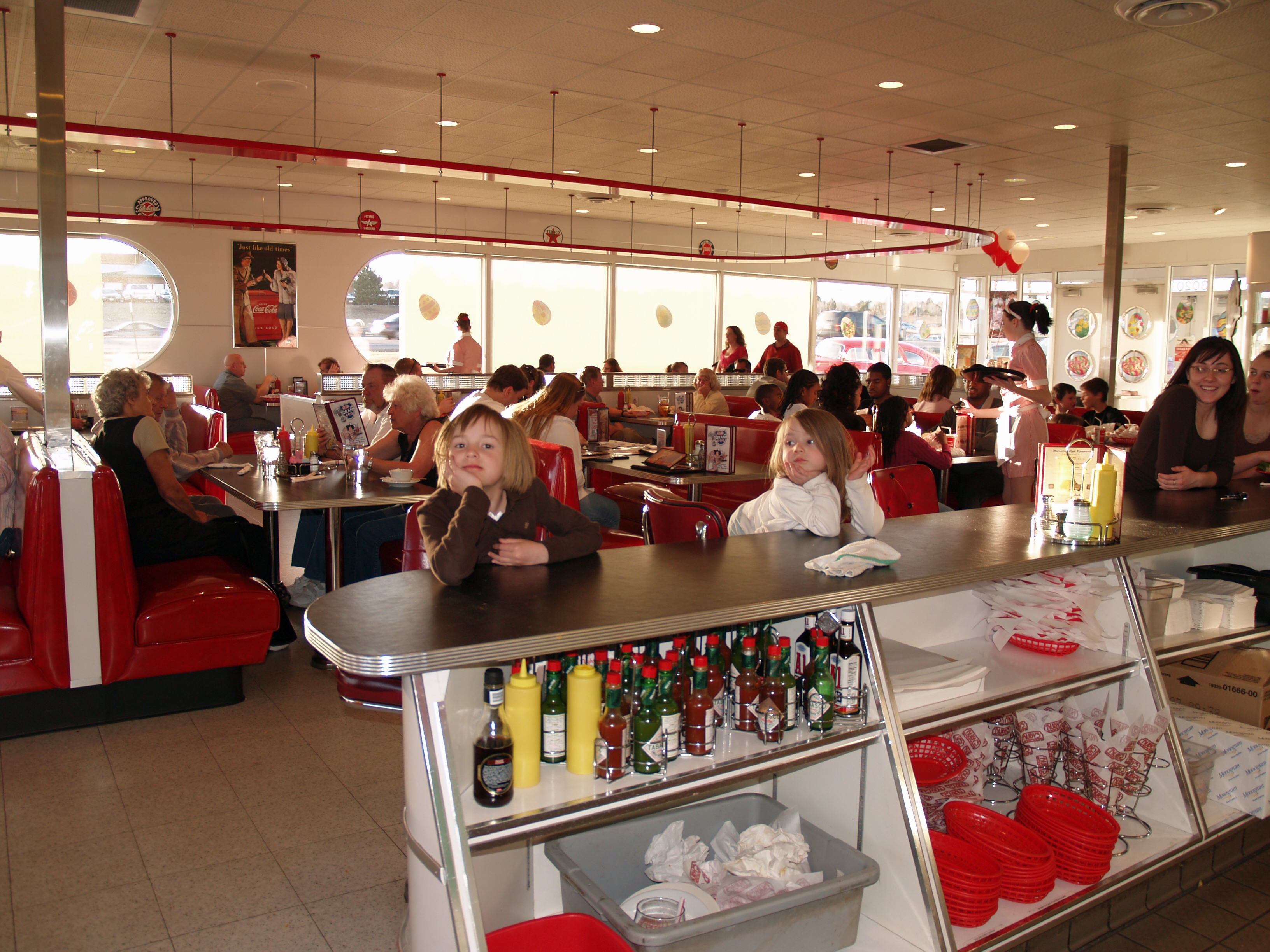
Diner en Colorado Springs.

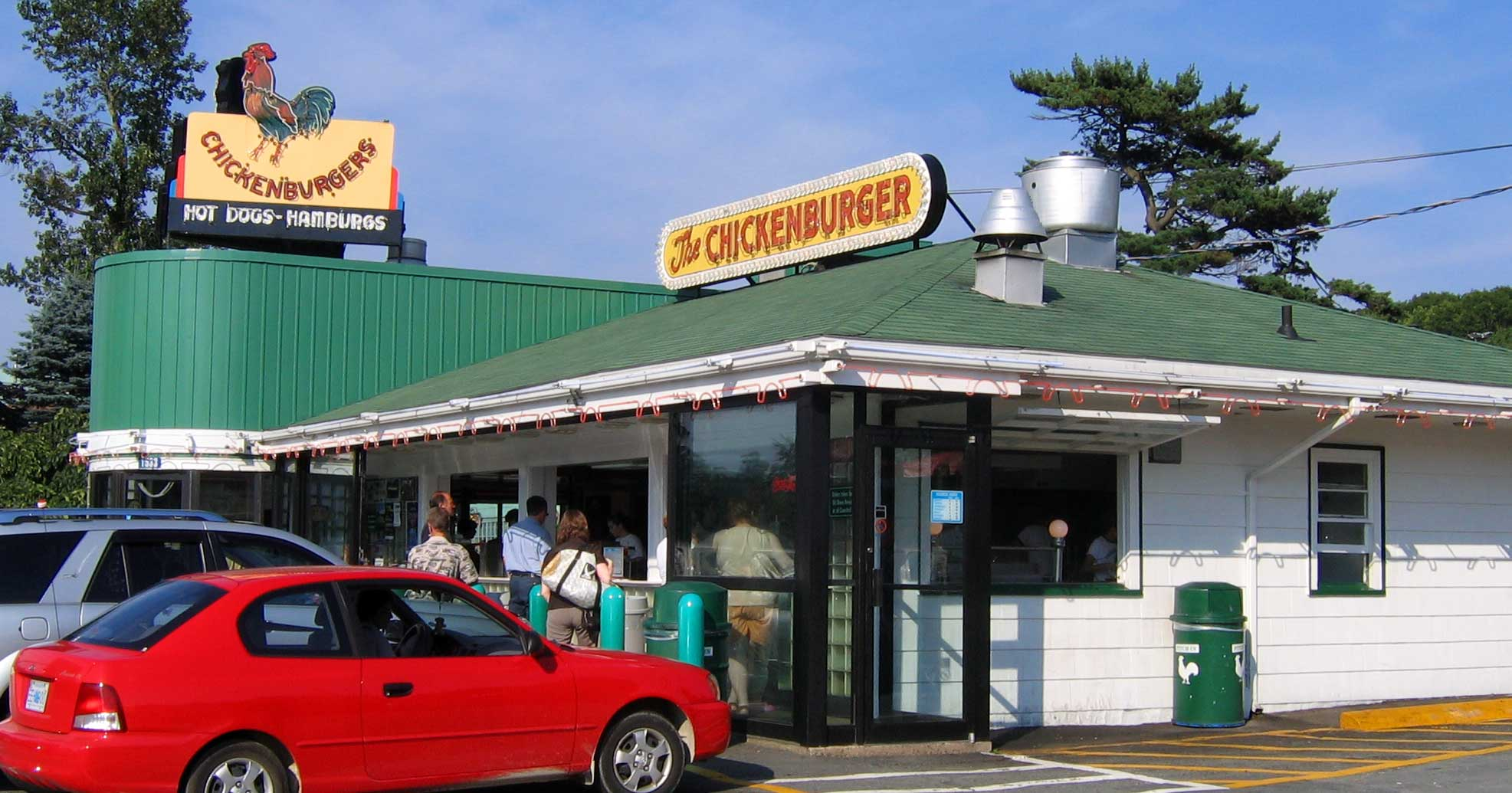
Diner en Bedford, Nueva Escocia.

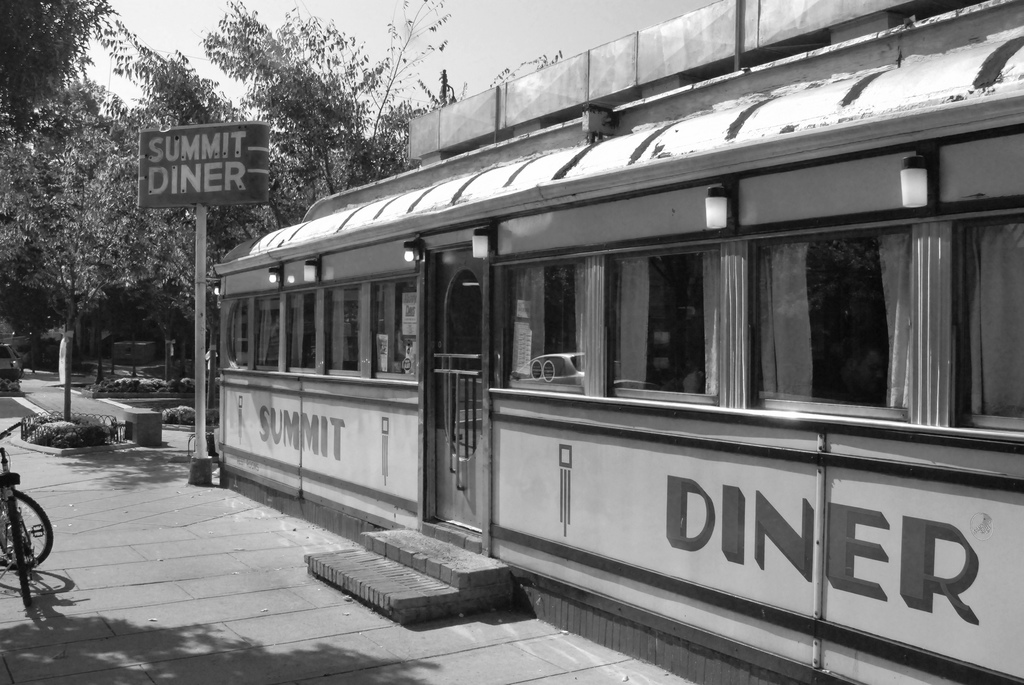
The Summit Diner en Nueva Jersey desde 1938.

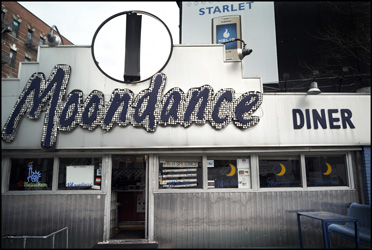
El Moondance diner en Manhattan.

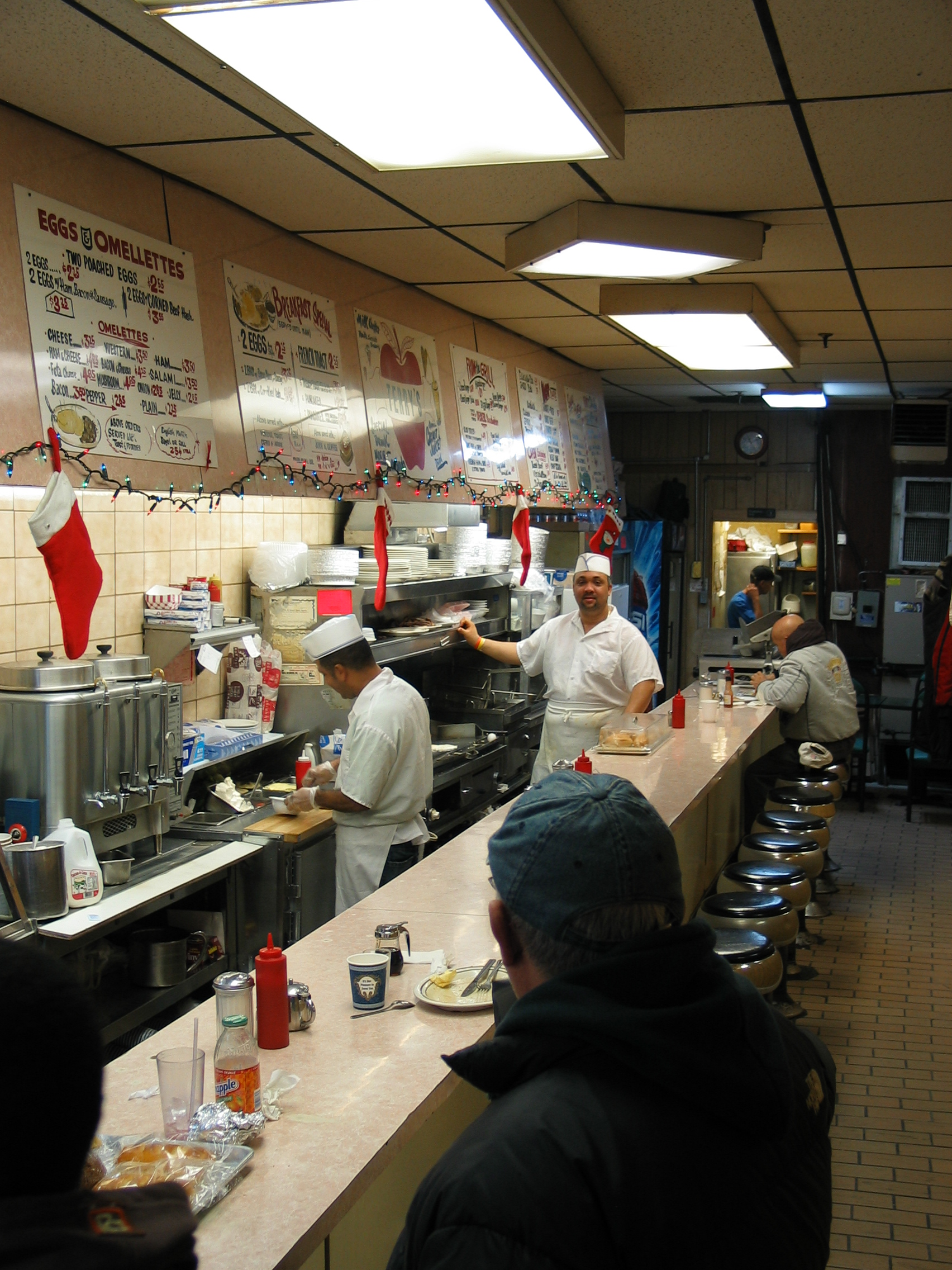
Pequeño diner en Brooklyn.

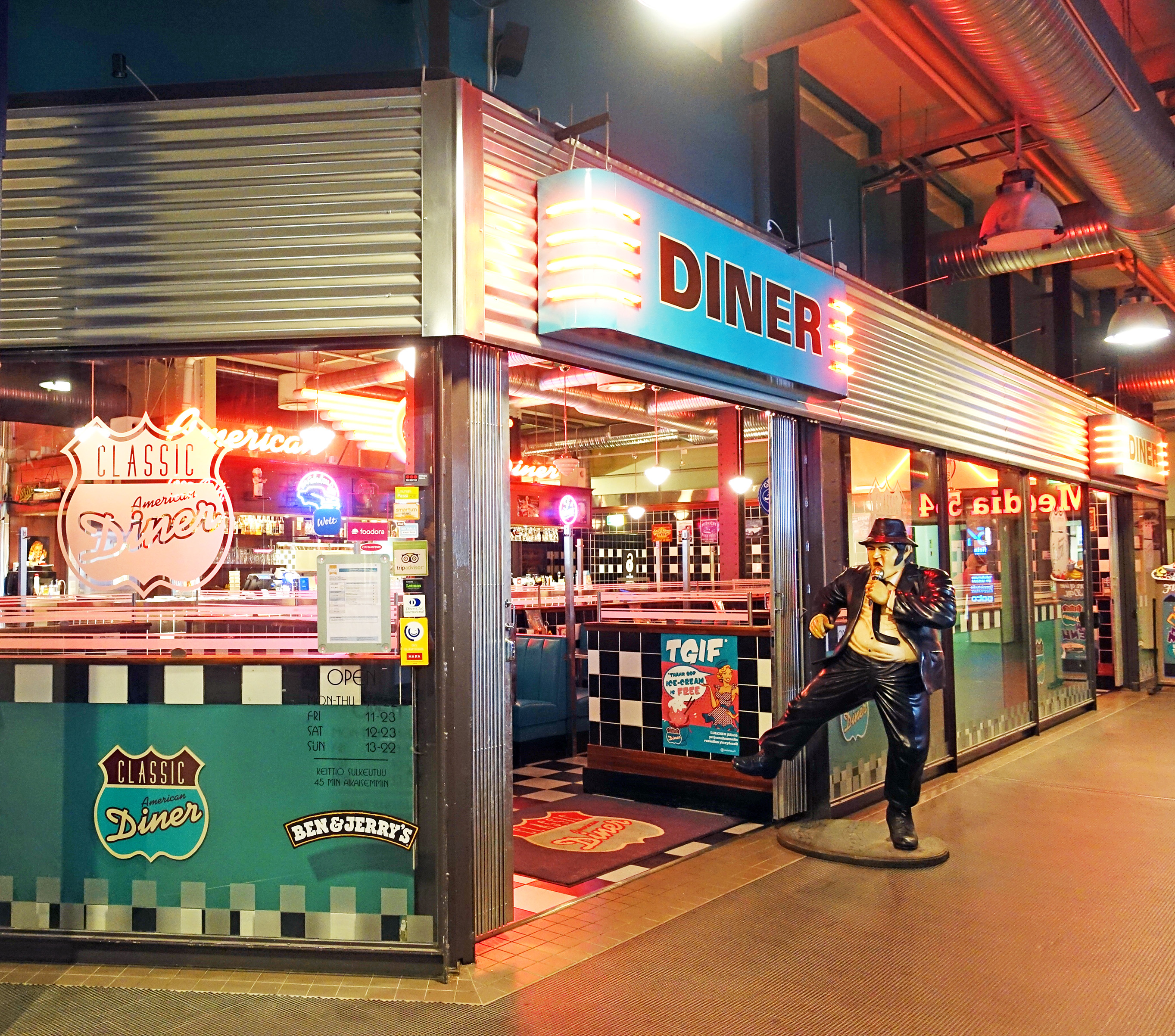
Restaurante Classic American Diner en Tampere, Finlandia.

Un diner es un restaurante prefabricado característico de Estados Unidos, aunque pueden encontrarse ejemplos en todo su territorio y también en Canadá. Se podría decir que está a medio camino entre los ventorrillos y los cenadores españoles: es exento, como los primeros, y prefabricado o desmontable, como los segundos. Por lo general, suelen estar decorados con el típico estilo de decoración doo wop de los años 1950, con mucho colorido y grandes asientos y banquillos.
El término puede aplicarse también no solamente a las estructuras prefabricadas, sino a los restaurantes que sirven un tipo de cocina similar a la tradicional de los diners, aunque se encuentren ubicados en otro tipo de edificio.
En los diners se encuentra una amplia variedad de platos, casi en su totalidad estadounidenses, un ambiente distendido, un mostrador y un horario de apertura hasta bien entrada la noche. Los modelos más clásicos se caracterizan también por una cubierta metálica exterior típica de la arquitectura diner.
El primer registro histórico fue un vagón tirado por caballos, equipado para servir comida caliente a los empleados del Providence Journal, en Rhode Island, en 1872.

## Características
Los diners sirven de forma casi invariable comida como hamburguesas, papas fritas y sándwiches club. Mucha de su comida está hecha a la parrilla porque los primeros diners tienen solo una parrilla, y los diners sirven alimentos para el desayuno como huevos, (por ejemplo tortillas), gofres, panqueques, hash browns y tostadas todo el día. Como los greasy spoons británicos, lo acompañan de baked beans (frijoles al horno) y coleslaw (ensalada de col). En algunos casos existen dispensadores o mostradores rotatorios con postres.
Algunos platos en los diners son regionales. En Míchigan y el valle de Ohio, en los diners de tipo Coney Island se sirven coney dogs. En Indiana son típicos los sándwiches con cerdo frito y en el noreste aparecen los pescados y mariscos, como las almejas o camarones fritas de Maine. En Pensilvania los cheesesteak sandwiches y scrapple son fijos.
En el sudoeste, los tamales son comunes y en el sudeste, los grits y el biscuits and gravy aparecen en los menús. En Nueva Jersey, el sándwich Taylor ham, huevo y queso es muy común.
El café americano está por todas partes, pero aunque no siempre de alta calidad. Muchos diners no sirven bebidas alcohólicas, aunque en algunos de ellos se encuentra cerveza y vino barato.
Los postres incluyen una amplia variedad de tartas, principalmente de manzana o cereza, y de queso en Nueva York.

## Variedades étnicas
En muchos casos se ve la influencia étnica: en Nueva Jersey, Nueva York, Maryland, Pensilvania y Connecticut, son regentados por estadounidenses de origen griego o judíos polacos, ucranianos y de Europa del este, con lo que el menú se amplía con musaca, blinis eslavos y sopa matzah judía.